# Kostel svatého Michala (Liptovský Michal)
Kostel svatého Michala se nachází v obci Liptovský Michal v okrese Ružomberok na Slovensku. Pochází z druhé poloviny 13. století a je spolu s dřevěnou zvonicí národní kulturní památkou Slovenska. Farní kostel  náleží římskokatolické farnosti Liptovský Michal děkanátu Ružomberok.

## Historie
První písemná zmínka o raně gotickém kostele pochází z roku 1270, kde je uváděn majetek patřící kostelu. Další písemná zpráva je z roku 1288 od tehdejšího vicearcidiakona a faráře v Liptovské Maře Mikuse. Jednalo se o majetkovou listinu, podle níž kostel v Liptovském Michalu patřil liptovskému místodržitelství a byl jeho správním centrem. Kostel sloužil především jako farní úřad pro několik obcí Liptova, například pro dnešní Partizánskou Ľupču (ještě před přistěhováním privilegovaných německých vojsk).
V roce 1575, v době reformace, převzali kostel protestanti a užívali ho až do roku 1686. V tomto období byla v interiéru postavena dřevěná západní kruchta a zděná kazatelna a pod kostelem byla vybudována krypta, která není přístupná.
Od roku 1648 se na krátkou dobu stali hlavními majiteli kostela katolíci. V roce 1694 byla postavena zvonice ukončena cibulovitou střechou, která sloužila jako vstupní brána do původně opevněného areálu kostela.
V letech 1859−1888 zde působil jako farář historik a národní buditel Štefan Nikolaj Hýroš a po něm byl posledním farářem Albín Kontrík, rodák z Pittsburghu, ačkoliv jeho rodiče pocházeli z Černové.
Od první poloviny 19. století do druhé poloviny 20. století bylo provedeno několik přestaveb a úprav jak na fasádě, tak v interiéru kostela. První z nich proběhla v letech 1824−1831, kdy byl v lodi vybudován nový plochý strop.
V letech 1941−1942 byla přistavěna zděná předsíň před jižním vstupem a vnitřní stěny byly obohaceny novou výmalbou od M. Štalmacha. Tyto malby byly v letech 1975−1976 odstraněny při další, tentokrát celkové rekonstrukci kostela. Už tři roky předtím byly z kostela postupně demontovány umělecké a architektonické prvky. Při restaurování gotického okna kněžiště v roce 2018 byla odkryta částečně zachovalá původní výmalba. V letech 1965–1974 byl prováděn výzkum kostela a jeho okolí.

## Popis

### Exteriér
Kostel svatého Michala se nachází na začátku obce Liptovský Michal při vjezdu z obce Bešeňová po levé straně obecní silnice. Areál kostela je ohraničen nízkou ohradní zdí krytou dřevěnými šindeli. Součástí ohradní zdi je dřevěná zvonice. Západně od kostela se nachází hřbitov přístupný brankou v ohradní zdi.
Kostel je situován uprostřed areálu. Vstup do kostela je z jihu. Před vstupem do kostela se nachází malá kaple Panny Marie.
Kostel je jednolodní orientovaná zděná samostatně stojící stavba na půdorysu obdélníku ukončena polygonálním závěrem. Na severní straně kostela je přistavěna obdélníková sakristie. Loď a sakristie je postavena z tufového zdiva, závěr je z pískovce. Kostel má sedlovou střechu krytou šindelem, nad polygonálním závěrem je valbová střecha. Na rozhraní střech je umístěn osmiboký sanktusník s dřevěnou římsou a dvojstupňovou báni. Krov lodi je hambalkový s podélně vázanou stojatou stolicí. Nad kněžištěm je krov hambalkový s jednou úrovní hambalků, částečně ztužený pod hřebenem sekundárně vloženou centrální stolicí.
Fasáda je hladká členěna mohutnými dvojstupňovými opěráky, které jsou zakončeny stříškou. Mezi opěráky jsou umístěna štíhlá gotická okna ukončena lomeným obloukem a rozdělená na dvě části kamenným prutem. V horní části oken jsou umístěny rozety.
Ohradní zeď v západní části je zakončena dřevěnou zvonicí, která kdysi tvořila vstup do opevněného areálu kostela. Ve zvonici je zvon z roku 1794.
Před kostelem je trojiční sloup z 19. století se sousoším Svaté Trojice.

### Interiér
Polygonálním kněžiště a sakristie jsou zaklenuty žebrovou křížovou klenbou se svorníkem a těžkými kamennými žebry s lunetovým závěrem. Kamenná klínová žebra se zasekávají do zdi. Mezi kněžištěm a sakristií je hrotitý sedlový gotický portál. V sakristii jsou dvě úzká gotická štěrbinová okna z druhé poloviny 13. století a ve stěně sakristie je schránka s obrazem křtu Krista z roku 1763. Klenba sakristie má gotickou žebrovou klenbu se svorníkem. Žebra nasedají na jehlanové konzoly s náběžným štítkem.
V roce 1330 byl kostelík přestavěn a původní kněžiště bylo nahrazeno nově polygonálně ukončeným závěrem a zaklenuta byla i přilehlá část lodi, takže kněžiště je delší se dvěma poli žebrové klenby. Okna kněžiště mají kamenné ostění dělené kamenným prutem a s kružbou ve vrcholu. Kněžiště se do lodi otvírá půlkruhovým vítězným obloukem.
Loď má rovný strop s obíhající fabionovou římsou. Hlavní rokokový oltář z roku 1765 s prvky rokokové plastické ornamentální řezby a s rustikálními sochami nese obraz svatého Michaela archanděla z roku 1898 namalovaný Jozefem Hanulem.
V jižní části lodi je vstupní gotický portál s profilovaným ostěním a vloženým sedlovým nadpražím, které má nahoře lomený oblouk s prázdným tympanonem.
Na západní straně lodi se nachází dřevěná kruchta s varhany a malovanými postavami apoštolů na parapetu kruchty, pocházejícími z doby, kdy kostel sloužil protestantům, které byly přemalovány v 19. století. Zděná kazatelna pochází z období pozdní renesance z druhé poloviny 17. století. Křtitelnice z druhé poloviny 18. století je ze žuly. Na dříku křtitelnice je reliéf pozlacené mušle. Vnitřní část mísy je z leštěného černého mramoru. V kostele jsou umístěny čtyři kostelní zástavy s oboustrannými obrazy: svatý Ladislav otevírá pramen vody a Neposkvrněné srdce Panny Marie; Cyril a Metoděj a Immaculata; Loučení Cyrila a Metoděje a Michal archanděl; svatý Štěpán král a Panna Marie královna nebes.

### Varhany
Jednomanuálové varhany s pedálem, mechanickou trakturou a zásuvkovými vzdušnicemi jsou umístěny v západní části lodi na kruchtě. Varhany byly postaveny v roce 1873 varhanářem Samuelem Wagnerem jako jednomanuálové bez pedálu. Po první světové válce byly přestavěny Josefem Melzerem, varhanářem z Kutné Hory. Byly doplněny píšťaly, změněna dispozice a přidán pedál. V roce 2003 byla provedena neodborná oprava. V roce 2023 byla pořádána finanční sbírka na opravu varhan. Varhany nesou nápis: „JOSEF MELZER / KUTNÁ HORA / ZALOŽENO 1859. / J. M. 3840.“
Rozsah:
Manuál C–c3, 49 kláves
Pedál C−c1, 25 kláves
| Principál  | 8´ | Burbon | 8´  |
| Oktáva     | 2´ | Subbas | 16´ |
| Flétna     | 4´ |        |     |
| Salicionál | 8´ |        |     |
| Zdroj:     |    |        |     |

## Galerie

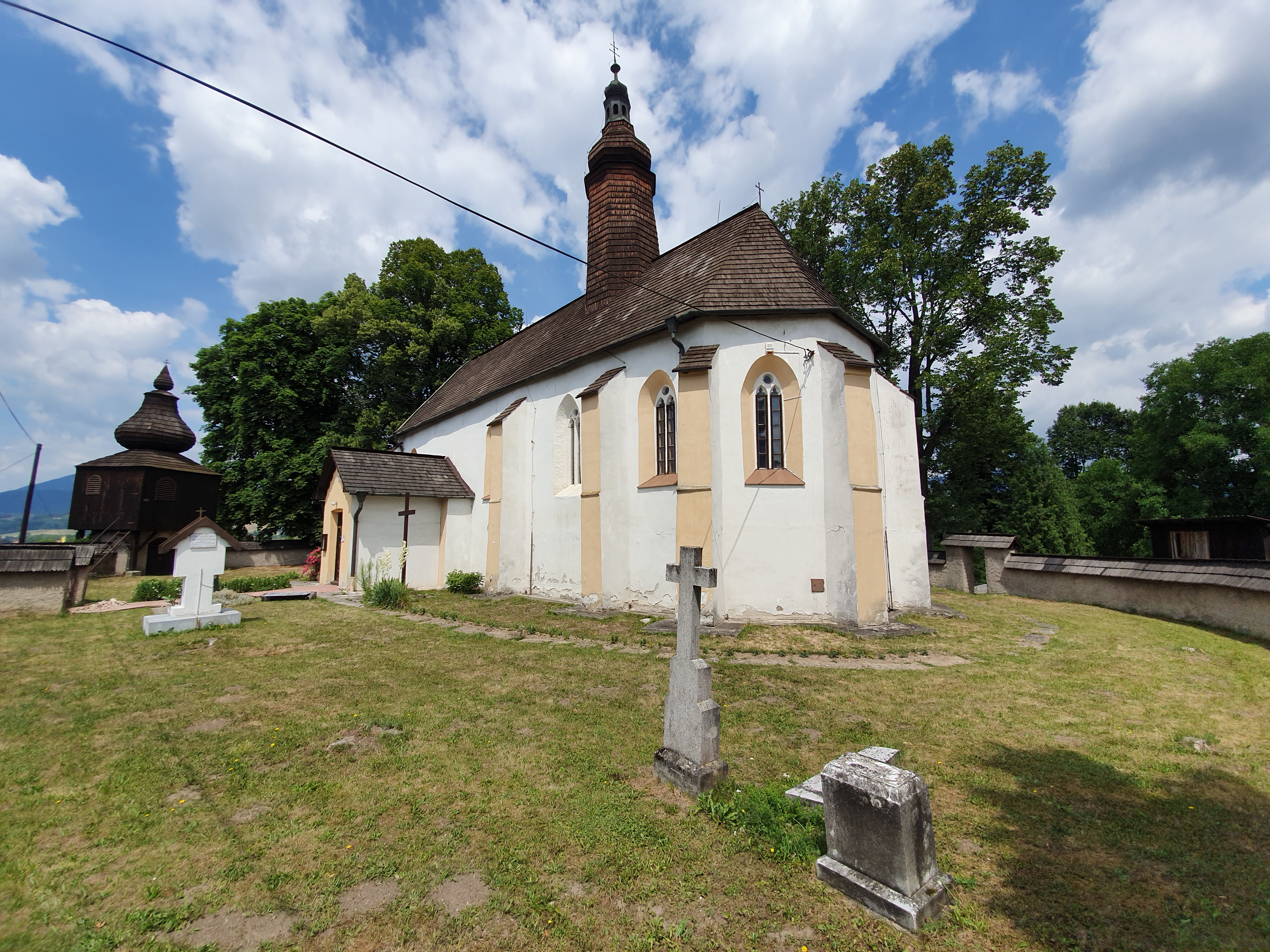
Pohled z jihovýchodu
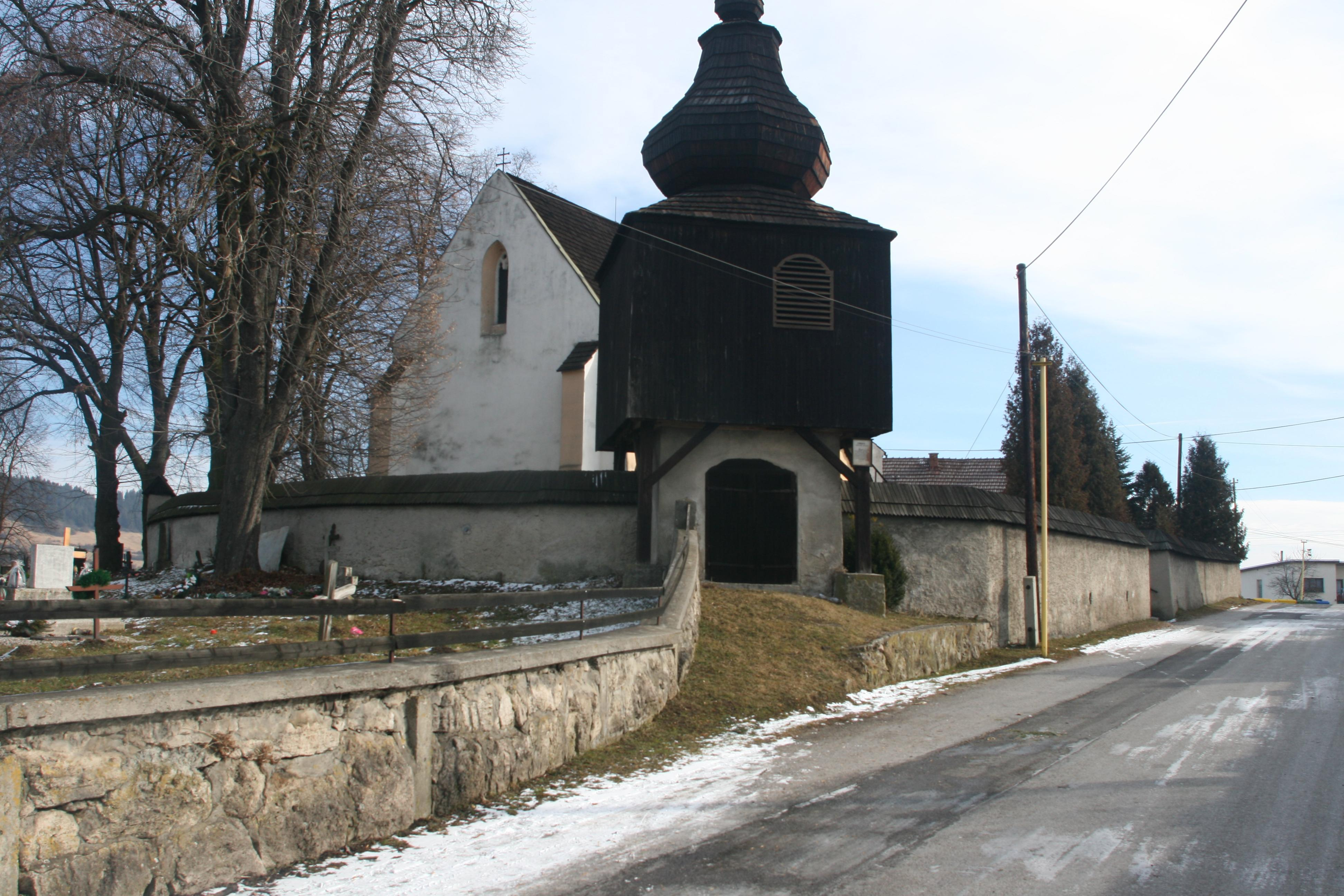
Dřevěná zvonice
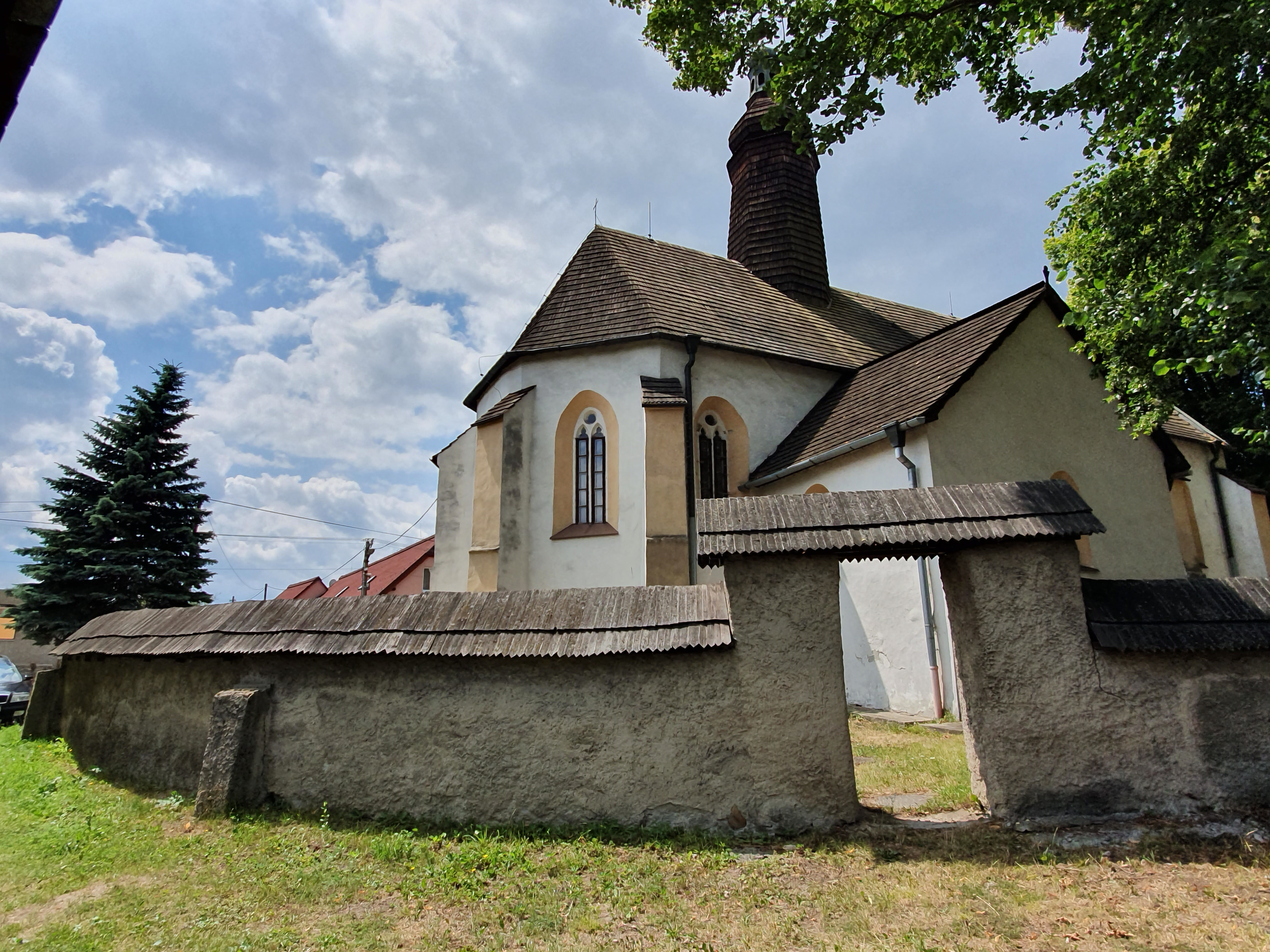
Pohled ze severovýchodu
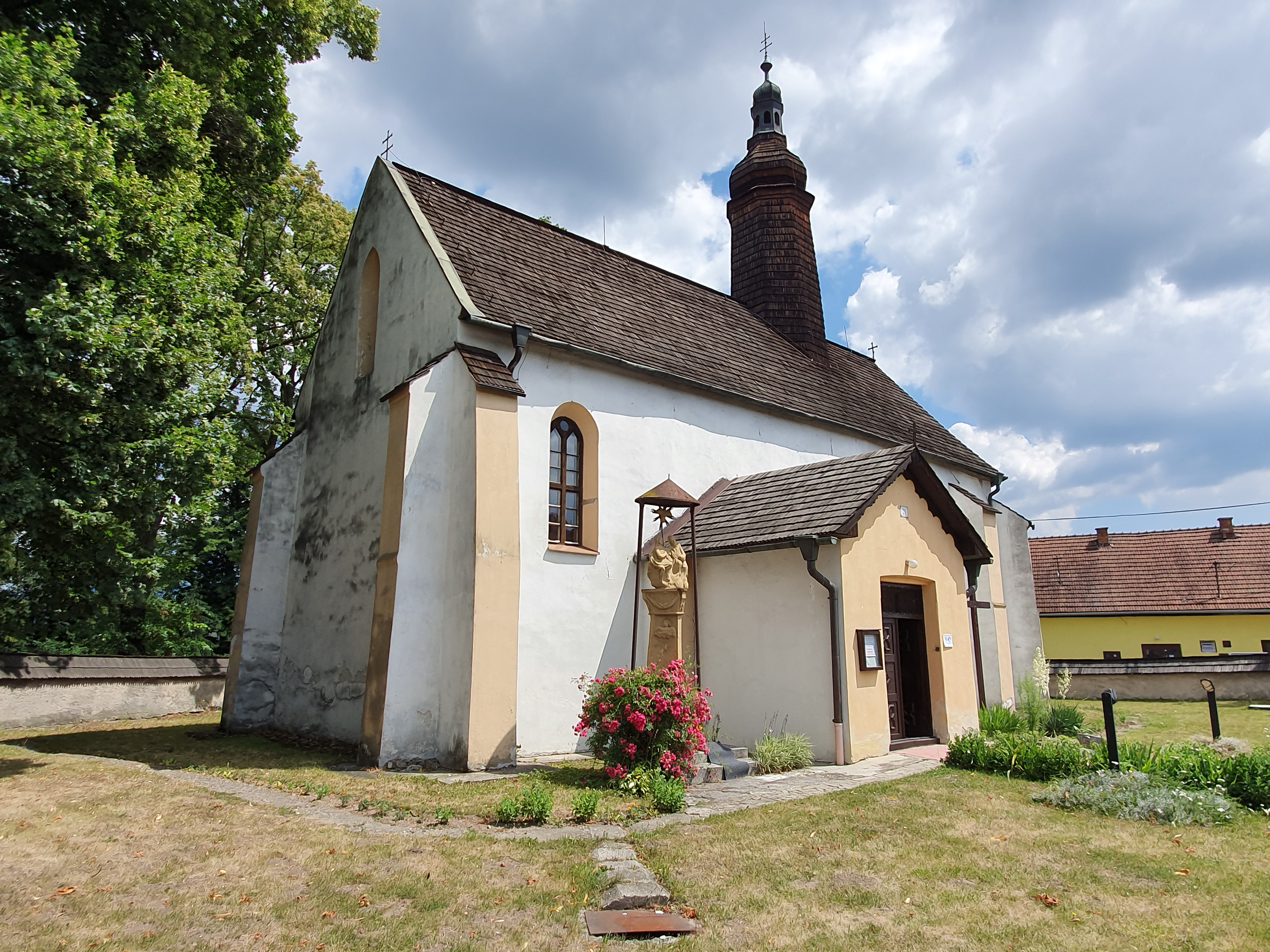
Pohled z jihozápadu
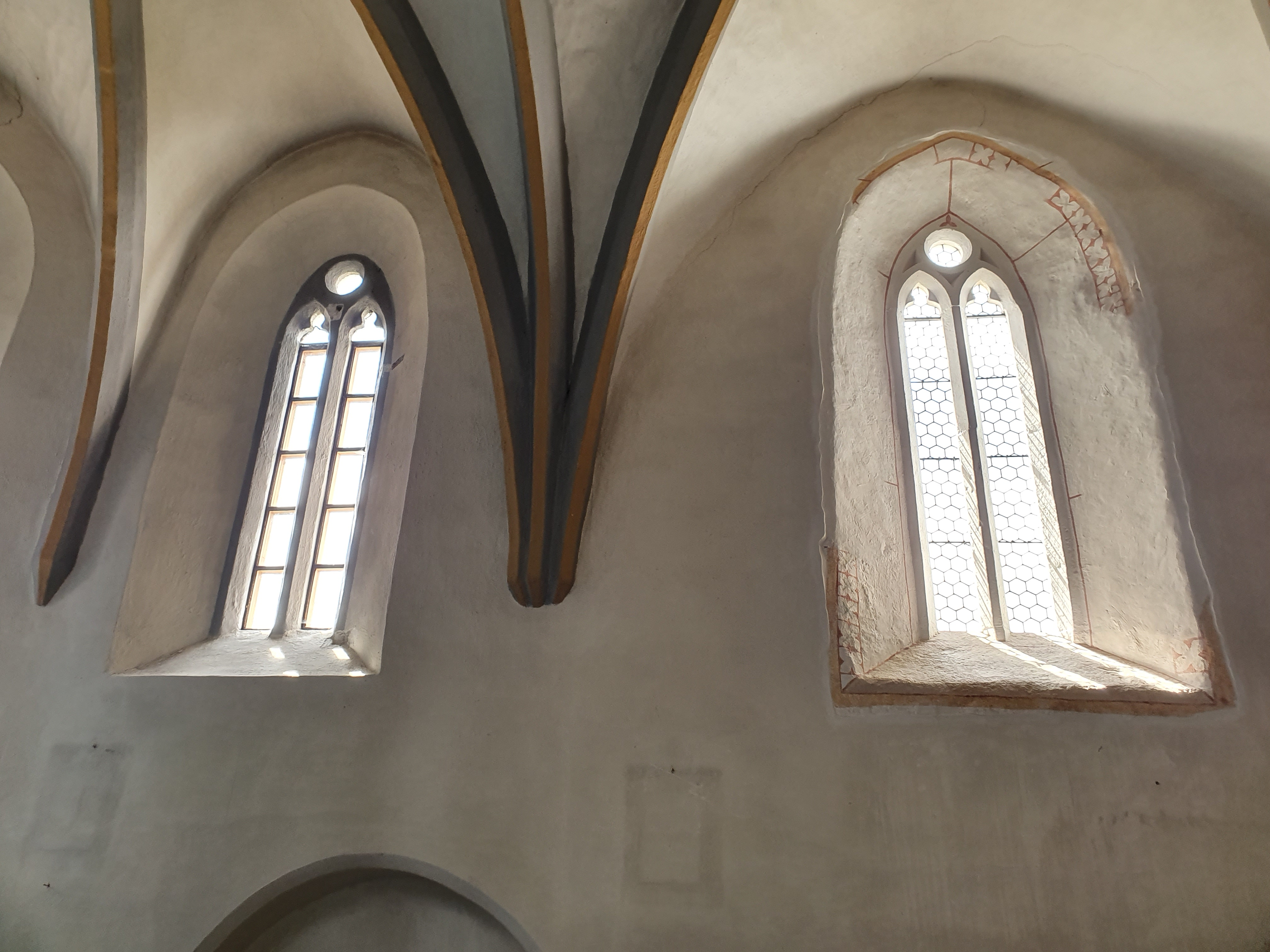
Gotická okna
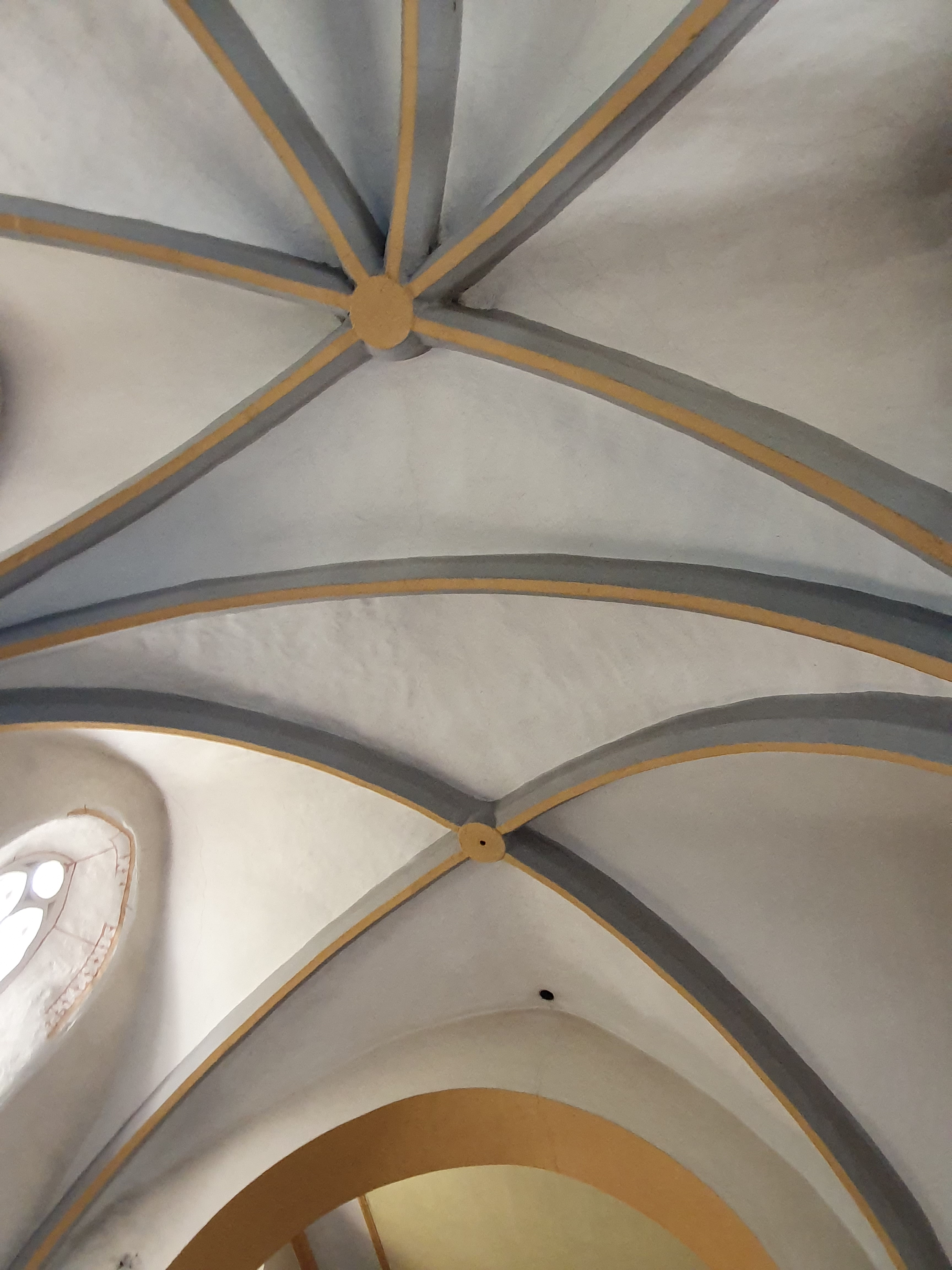
Křížová klenba
- Půdorys kostela